# Lamine Camara
Mamadou Lamine Camara (ur. 1 stycznia 2004 w Diouloulou) – senegalski piłkarz, grający na pozycji ofensywnego pomocnika w monakijskim klubie AS Monaco oraz w reprezentacji Senegalu. Uczestnik Puchar Narodów Afryki 2023.

## Kariera reprezentacyjna
W reprezentacji Senegalu zadebiutował 13 lipca 2022 w meczu z Eswatini, w którym zdobył bramkę. 